# Kızıldam
 (août 2016).
Kızıldam est un village situé dans le district d'Aladağ dans la province d'Adana, en Turquie.